# KWK Gabrowo
KWK Gabrowo (bulg.: КВК Габрово) ist ein bulgarischer Volleyball-Club aus der Stadt Gabrowo.
Seit der Saison 2010/11 spielt der Verein in der bulgarischen Superliga.
Der volle Name des Vereins ist „Коко Волей Клуб, Gabrowo“.
Hauptsponsor des Clubs ist eine führende bulgarische Finanzinstitution: Bromak EOOD (Gesellschaft mit beschränkter Haftung).

## Gründung
Im Jahr 2006 wurde die männliche Mannschaft gegründet, der im gleichen Jahr ein erfolgreicher Einstieg in die dritte bulgarische Volleyball-Liga gelang. Bereits im darauffolgenden Jahr konnte sich das Team für den Aufstieg in die zweite Liga zur Saison 2007/08 qualifizieren. 2008 stieg das Männerteam von KWK Gabrowo in die erste bulgarische Volleyball-Liga auf.
Der Verein formierte Teams für Kinder und Jugendliche, die seit der Gründung regelmäßig an den inländischen Turnieren teilnehmen.

## Die aktuelle sportliche Entwicklung von KWK Gabrowo
Zur Saison 2012/13 feierte der Verein seinen ersten Erfolg als Vizemeister in der bulgarischen Meisterschaft. 2013 gewann KWK Gabrowo gegen die bulgarische Kadetten-Nationalmannschaft, aus Anlass eines Benefizspiels.
Im Monat September 2013, zur neuen Saison der bulgarischen Superliga, startete der Vizemeister KWK Gabrowo mit einem Sieg und gewann in seinem zweiten Spiel gegen „Dobrudscha 07“.
Im fünften Spiel der Saison besiegte das Team aus Gabrowo auch den Traditionsverein „Lewski Ball“ (bulg. Левски Бол) mit 3:2. Zur Winterpause lag der Verein mit insgesamt elf erreichten Punkten auf dem dritten Platz der bulgarischen Volleyball-Superliga.

## Europäische Turniere
Der Verein spielte dreimal im Challenge Cup, dem dritthöchsten Europapokal-Wettbewerb für Vereinsmannschaften im Volleyball. 2010/11 verzeichnete der Club einen Sieg gegen den albanischen Meister „Studenti Tirana“, womit sich KWK Gabrowo für die zweite Runde qualifizieren konnte, dort aber gegen den tschechischen Vertreter VK Dukla Liberec nach 3:1, 1:3 und einem 10:15 im „Golden Set“ verlor. 2011/12 schied der KWK Gabrowo nach zwei Niederlagen gegen Nea Salamis Famagusta aus Zypern aus dem Turnier aus. 2012/13 besiegte KWK Gabrowo den tschechischen Club SPPCZ Brünn und den Schweizer Club Chênois Genf, womit der Club zum ersten Mal in seiner Geschichte das Achtelfinale erreichte. Im Achtelfinale verlor KWK Gabrowo gegen den italienischen Verein Copra Piacenza.
In der Saison 2013/14 spielte KWK Gabrowo erstmals auch im CEV-Pokal, dem  zweithöchsten Europapokal-Wettbewerb für Vereinsmannschaften im Volleyball. KWK Gabrowo gewann gegen Volley Team Bratislava und Prefaxis Menen und erreichte das Viertelfinale. Hier gewann der KWK Gabrowo mit 3:2 im Heimspiel gegen den türkischen Vertreter aus Ankara, schied aber aufgrund einer 1:3-Niederlage in der Türkei aus dem Wettbewerb aus.